# بطولة العالم لجمال الخيل العربية الأصيلة
بطولة العالم لجمال الخيل العربية الأصيلة (بالإنجليزية: Arabian Horse World Championship) هي بطولة دولية لفروسية الخيل العربية تقام في العاصمة الفرنسية باريس، وذلك في اطار معرض الفرس بباريس منذ 42 سنة، وتشمل البطولة استضافة مجموعة من الفرق من مجموعة من الدول لاستعراض الخيول العربية

## لجنة التحكيم
تشمل لجنة التحكيم على مجموعة من الحكام من دول مختلفة تشمل:
- المغرب
- الامارات العربية المتحدة
- فرنسا
- المانيا
- الولايات المتحدة
- جنوب افريقيا
- فلسطين
- البرازيل
- ايطاليا
- بلجيكا[2]

## الجوائز
تشمل البطولة على العديد من الجوائز تتمثل في:
- أفضل فارس،
- أجمل فرس،
- أجمل رأس في كل فئة مؤهلة،
- أعلى درجة في العرض،
- أفضل مزرعة لهذا العام،
- كأس أكثر الخيول الواعدة في العرض - اناث
- كأس أكثر الخيول الواعدة في العرض - ذكور
- أفضل مربي/مالك،
- كأس إسبوار،
- أفضل نوع،
- أفضل جواد مصري.
- أفضل حركة.[2]